# Октябрський район (Волгоградська область)
Октябрський район (рос. Октябрский район) — адміністративно-територіальна одиниця у Росії, розташована у Волгоградській області, біля річки Дон.
Розташований на території українського історичного та культурного краю Жовтий Клин.

## Історія
Історія району почалася з будівництва у 1894 році залізничної дороги від Царицина до Тихорецька. На 118-й версті від губернського центру з'явилася станція Жутово, з якої виросло нинішнє селище Октябрьский.
1860 — поява населених пунктів Аксай, Купоросний, Чапурники, Цаца та інших, що увійшли до складу Царицинського повіту.1897, 15 вересня — залізнична дорога Царицин-Тихорецька вступила в дію. Цей рік вважається роком заснування поселення Новоолексіївський.Під час Громадянської війни (1918–1920 роки.) на станції Жутово діяв бойовий загін під командуванням бригадного командира Т. П. Круглякова. Бійці під його командуванням вели кровопролитні бої з армією білого генерала Каледіна. Після закінчення Громадянської війни, 1919 року, селище Новоолексіївський перейменовується на селище Кругляків.
Постановою Президії ВЦВК СРСР від 26 січня 1935 року «Про нову мережу районів Сталінградського краю» було створено Ворошиловський сільський район із райцентром у селі Аксай. До району увійшло 40 населених пунктів, об'єднаних у 22 сільські ради.1942 — на території району в період Сталінградської битви велися бойові дії. 19—20 листопада 1942 року радянські війська оточили у Сталінграді угруповання Паулюса чисельністю 330 тисяч осіб. Бої були у хуторах: Верхньокумському, Нижньокумському, у селах Василівка та Громославка. 2 жовтня 1947 року було ухвалено рішення про переселення центру Ворошиловського району із села Аксай до селища Кругляків. У 1950 році у зв'язку з масовим переселенням хуторів і станиць із зони затоплення Цимлянського водосховища та будівництвом каналу Волго-Дон, указом ПВС РРФСР від 13 вересня 1950 року частина Верхньокурмоярського району та частина Нижньочирського району увійшли до складу Ворошиловського сільського району.Указом ПВС РРФСР від 29 листопада 1957 року Ворошиловський район перейменовано на Октябрський.

## Географія
Район займає площу 3780 км², має вихід до річки Дон

## Населення
Станом на 2021 рік населення становить 20676 осіб, 31 населених пунктів.